# طواف إندونيسيا 2018
طواف إندونيسيا 2018 (بالإنجليزية: Tour de Indonesia 2018 )‏ هو سباق دراجات هوائية، وهو الموسم رقم 8 من السباق، وأقيم خلال الفترة 25 يناير 2018، وحتى 28 يناير 2018، وامتدّ لمسافة 615.8 كيلومتر، وهو أحد سباقات طواف آسيا للدراجات 2018، وقد شارك في السباق 94 متسابقاً ووصل إلى نهايته 76 متسابقاً.
فاز فيه بالمركز الأول Ariya Phounsavath ‏، وبالمركز الثاني Peerapol Chawchiangkwang ‏، وبالمركز الثالث Jokin Etxabe ‏، والفائز حسب ترتيب السرعة Rustom Lim ‏، والفريق الفائز في ترتيب الفرق Thailand Continental 2018.

## الفرق
| فرق قارية (11)- تيرينجانو سايكلنج تيم ‏ - تيم سابورا سايكلنج ‏ - KFC Cycling Team ‏ - Thailand Continental Cycling Team ‏ - Aisan Racing Team ‏ - Java–Partizan Pro Cycling Team ‏ - Roadbike Philippines ‏ - St George Continental Cycling Team ‏ - Interpro Cycling Academy ‏ - Mula Cycling Team ‏ - Customs Cycling Team ‏ فرق وطنية (4)- فريق إرتريا لركوب الدراجات ‏ - فريق ماليزيا لركوب الدراجات للرجال‏ - منتخب إندونيسيا لركوب الدراجات للرجال‏ - منتخب منغوليا لركوب الدراجات للرجال‏ |  |
| |  |

## المراحل
| المرحلة   | التاريخ  | الدورة                          | type         | المسافة (كم) | الفائز بالمرحلة           | القائد العام       |
| --------- | -------- | ------------------------------- | ------------ | ------------ | ------------------------- | ------------------ |
| المرحلة 1 | 25 يناير | برامبانان – نجاواي ‏             | مرحلة التلال | 127٫4        | ديلن بيج                  | ديلن بيج           |
| المرحلة 2 | 26 يناير | ماديون – Mojokerto ‏             | مرحلة التلال | 117٫5        | Abdul Gani ‏               | Abdul Gani ‏        |
| المرحلة 3 | 27 يناير | بروبولينغو – Banyuwangi (town) ‏ | مرحلة جبلية  | 200          | Charalampos Kastrantas ‏   | Abdul Gani ‏        |
| المرحلة 4 | 28 يناير | Gilimanuk ‏ – دنباسار            | مرحلة جبلية  | 170٫9        | Peerapol Chawchiangkwang ‏ | Ariya Phounsavath ‏ |

## النتيجة

### مرحلة 1
هي مرحلة جبلية، أجريت في 25 يناير 2018، وامتدّت لمسافة 127.4 كيلومتر فاز بالمرحلة ديلن بيج، ومتصدر الترتيب العام في نهاية المرحلة ديلن بيج.
| التصنيف العام | التصنيف العام                  | التصنيف العام | التصنيف العام                       | التصنيف العام     |        |
| الدراج        | الدراج                         | البلد         | الفريق                              | الوقت             | السرعة |
| ------------- | ------------------------------ | ------------- | ----------------------------------- | ----------------- | ------ |
| 1.            | ديلن بيج                       | سويسرا        | Sapura                              | 2 س 41 دقيقة 54 ث |        |
| 2.            | Projo Waseso ‏                  | إندونيسيا     | إندونيسيا                           | + 4 ث             |        |
| 3.            | Abdul Gani ‏                    | إندونيسيا     | KFC                                 | + 6 ث             |        |
| 4.            | Nur Amirul Fakhruddin Marzuki ‏ | ماليزيا       | Terengganu                          | + 7 ث             |        |
| 5.            | Robin Manulang ‏                | إندونيسيا     | PGN Road Cycling Team               | + 7 ث             |        |
| 6.            | Matthew Zenovich ‏              | نيوزيلندا     | St George Continental               | + 7 ث             |        |
| 7.            | Rustom Lim ‏                    | الفلبين       | 7 Eleven-Cliqq Roadbike Philippines | + 7 ث             |        |
| 8.            | Tomohiro Hayakawa ‏             | اليابان       | Aisan Racing                        | + 8 ث             |        |
| 9.            | Peerapol Chawchiangkwang ‏      | تايلاند       | Thailand Continental                | + 8 ث             |        |
| 10.           | Jambaljamts Sainbayar ‏         | منغوليا       | منغوليا                             | + 9 ث             |        |

### مرحلة 2
هي مرحلة جبلية، أجريت في 26 يناير 2018، وامتدّت لمسافة 117.5 كيلومتر فاز بالمرحلة Abdul Gani ‏، ومتصدر الترتيب العام في نهاية المرحلة Abdul Gani ‏.
| التصنيف العام | التصنيف العام                  | التصنيف العام | التصنيف العام         | التصنيف العام     |        |
| الدراج        | الدراج                         | البلد         | الفريق                | الوقت             | السرعة |
| ------------- | ------------------------------ | ------------- | --------------------- | ----------------- | ------ |
| 1.            | Abdul Gani ‏                    | إندونيسيا     | KFC                   | 5 س 06 دقيقة 04 ث |        |
| 2.            | Mohd Shahrul Mat Amin ‏         | ماليزيا       | Terengganu            | + 9 ث             |        |
| 3.            | Mohamad Nur Mohd Zariff ‏       | ماليزيا       | Sapura                | + 12 ث            |        |
| 4.            | Matthew Zenovich ‏              | نيوزيلندا     | St George Continental | + 16 ث            |        |
| 5.            | Tuulchangain Tögöldör ‏         | منغوليا       | منغوليا               | + 17 ث            |        |
| 6.            | Ariya Phounsavath ‏             | لاوس          | Thailand Continental  | + 17 ث            |        |
| 7.            | ديلن بيج                       | سويسرا        | Sapura                | + 37 ث            |        |
| 8.            | Nur Amirul Fakhruddin Marzuki ‏ | ماليزيا       | Terengganu            | + 40 ث            |        |
| 9.            | Charálampos Kastrantás ‏        | اليونان       | Java-Partizan         | + 41 ث            |        |
| 10.           | Projo Waseso ‏                  | إندونيسيا     | إندونيسيا             | + 41 ث            |        |

### مرحلة 3
هي مرحلة جبلية، أجريت في 27 يناير 2018، وامتدّت لمسافة 200 كيلومتر فاز بالمرحلة Charalampos Kastrantas ‏، ومتصدر الترتيب العام في نهاية المرحلة Abdul Gani ‏.
| التصنيف العام | التصنيف العام                  | التصنيف العام | التصنيف العام         | التصنيف العام     |        |
| الدراج        | الدراج                         | البلد         | الفريق                | الوقت             | السرعة |
| ------------- | ------------------------------ | ------------- | --------------------- | ----------------- | ------ |
| 1.            | Abdul Gani ‏                    | إندونيسيا     | KFC                   | 9 س 50 دقيقة 09 ث |        |
| 2.            | Mohd Shahrul Mat Amin ‏         | ماليزيا       | Terengganu            | + 10 ث            |        |
| 3.            | Mohamad Nur Mohd Zariff ‏       | ماليزيا       | Sapura                | + 13 ث            |        |
| 4.            | Matthew Zenovich ‏              | نيوزيلندا     | St George Continental | + 15 ث            |        |
| 5.            | Ariya Phounsavath ‏             | لاوس          | Thailand Continental  | + 15 ث            |        |
| 6.            | Tuulchangain Tögöldör ‏         | منغوليا       | منغوليا               | + 18 ث            |        |
| 7.            | Charálampos Kastrantás ‏        | اليونان       | Java-Partizan         | + 31 ث            |        |
| 8.            | Projo Waseso ‏                  | إندونيسيا     | إندونيسيا             | + 36 ث            |        |
| 9.            | ديلن بيج                       | سويسرا        | Sapura                | + 38 ث            |        |
| 10.           | Nur Amirul Fakhruddin Marzuki ‏ | ماليزيا       | Terengganu            | + 39 ث            |        |

### مرحلة 4
هي مرحلة جبلية، أجريت في 28 يناير 2018، وامتدّت لمسافة 170.9 كيلومتر فاز بالمرحلة Peerapol Chawchiangkwang ‏، ومتصدر الترتيب العام في نهاية المرحلة Ariya Phounsavath ‏.
| الدراج | الدراج | البلد | الفريق | الوقت | السرعة |  |

## التصنيف العام النهائي
| التصنيف العام | التصنيف العام             | التصنيف العام   | التصنيف العام         | التصنيف العام      |        |
| الدراج        | الدراج                    | البلد           | الفريق                | الوقت              | السرعة |
| ------------- | ------------------------- | --------------- | --------------------- | ------------------ | ------ |
| 1.            | Ariya Phounsavath ‏        | لاوس            | Thailand Continental  | 14 س 11 دقيقة 22 ث |        |
| 2.            | Peerapol Chawchiangkwang ‏ | تايلاند         | Thailand Continental  | + 17 ث             |        |
| 3.            | Jokin Etxabe ‏             | إسبانيا         | Interpro Stradalli    | + 25 ث             |        |
| 4.            | Hanibal Tesfay ‏           | إرتريا          | إرتريا                | + 28 ث             |        |
| 5.            | دانيال وايتهاوس           | المملكة المتحدة | Interpro Stradalli    | + 3 دقيقة 31 ث     |        |
| 6.            | Mohamad Nur Mohd Zariff ‏  | ماليزيا         | Sapura                | + 3 دقيقة 32 ث     |        |
| 7.            | Aiman Cahyadi ‏            | إندونيسيا       | Sapura                | + 3 دقيقة 51 ث     |        |
| 8.            | بنيامين ديبول             | أستراليا        | St George Continental | + 3 دقيقة 51 ث     |        |
| 9.            | Sarawut Sirironnachai ‏    | تايلاند         | Thailand Continental  | + 3 دقيقة 54 ث     |        |
| 10.           | Jesse Ewart ‏              | أستراليا        | Sapura                | + 3 دقيقة 56 ث     |        |

### تصنيف الجبال
| تصنيف الجبال | تصنيف الجبال                   | تصنيف الجبال    | تصنيف الجبال          | تصنيف الجبال |        |
| الدراج       | الدراج                         | البلد           | الفريق                | الوقت        | السرعة |
| ------------ | ------------------------------ | --------------- | --------------------- | ------------ | ------ |
| 1.           | Ariya Phounsavath ‏             | لاوس            | Thailand Continental  | 15 نقطة      |        |
| 2.           | Hanibal Tesfay ‏                | إرتريا          | إرتريا                | 10 نقطة      |        |
| 3.           | Mario Vogt ‏                    | ألمانيا         | Sapura                | 8 نقطة       |        |
| 4.           | Jokin Etxabe ‏                  | إسبانيا         | Interpro Stradalli    | 7 نقطة       |        |
| 5.           | Peerapol Chawchiangkwang ‏      | تايلاند         | Thailand Continental  | 4 نقطة       |        |
| 6.           | Matthew Zenovich ‏              | نيوزيلندا       | St George Continental | 4 نقطة       |        |
| 7.           | Muhamad Zawawi Azman ‏          | ماليزيا         | Sapura                | 3 نقطة       |        |
| 8.           | دانيال وايتهاوس                | المملكة المتحدة | Interpro Stradalli    | 2 نقطة       |        |
| 9.           | Andreas Odie Purnama Setiawan ‏ | إندونيسيا       | PGN Road Cycling Team | 2 نقطة       |        |
| 10.          | Aiman Cahyadi ‏                 | إندونيسيا       | Sapura                | 1 نقطة       |        |

## تصنيف الفرق

### الفرق حسب الوقت
| تصنيف الفرق حسب الوقت | تصنيف الفرق حسب الوقت                      | تصنيف الفرق حسب الوقت | تصنيف الفرق حسب الوقت |        |
| الفريق                | الفريق                                     | البلد                 | الوقت                 | السرعة |
| --------------------- | ------------------------------------------ | --------------------- | --------------------- | ------ |
| 1.                    | Thailand Continental                       | تايلاند               | 42 س 38 دقيقة 36 ث    |        |
| 2.                    | Sapura                                     | ماليزيا               | + 6 دقيقة 57 ث        |        |
| 3.                    | St George Continental                      | أستراليا              | + 12 دقيقة 54 ث       |        |
| 4.                    | Interpro Stradalli                         | اليابان               | + 13 دقيقة 06 ث       |        |
| 5.                    | 7 Eleven-Cliqq Roadbike Philippines        | الفلبين               | + 14 دقيقة 01 ث       |        |
| 6.                    | KFC                                        | إندونيسيا             | + 18 دقيقة 16 ث       |        |
| 7.                    | Advan Customs Cycling                      | إندونيسيا             | + 18 دقيقة 43 ث       |        |
| 8.                    | PGN Road Cycling Team                      | إندونيسيا             | + 22 دقيقة 58 ث       |        |
| 9.                    | Mongolian men's national road cycling team | منغوليا               | + 23 دقيقة 00 ث       |        |
| 10.                   | Terengganu                                 | ماليزيا               | + 31 دقيقة 03 ث       |        |

## تصانيف فرعية

### تصنيف أفضل عداء
| تصنيف أفضل عداء | تصنيف أفضل عداء                | تصنيف أفضل عداء | تصنيف أفضل عداء                     | تصنيف أفضل عداء |        |
| الدراج          | الدراج                         | البلد           | الفريق                              | الوقت           | السرعة |
| --------------- | ------------------------------ | --------------- | ----------------------------------- | --------------- | ------ |
| 1.              | Rustom Lim ‏                    | الفلبين         | 7 Eleven-Cliqq Roadbike Philippines | 16 نقطة         |        |
| 2.              | Nur Amirul Fakhruddin Marzuki ‏ | ماليزيا         | Terengganu                          | 14 نقطة         |        |
| 3.              | Charálampos Kastrantás ‏        | اليونان         | Java-Partizan                       | 12 نقطة         |        |
| 4.              | Peerapol Chawchiangkwang ‏      | تايلاند         | Thailand Continental                | 10 نقطة         |        |
| 5.              | Matthew Zenovich ‏              | نيوزيلندا       | St George Continental               | 9 نقطة          |        |
| 6.              | Abdul Gani ‏                    | إندونيسيا       | KFC                                 | 7 نقطة          |        |
| 7.              | Ariya Phounsavath ‏             | لاوس            | Thailand Continental                | 6 نقطة          |        |
| 8.              | Odi Purnomo Setiawan ‏          | إندونيسيا       |                                     |                 |        |
| 9.              | Aiman Cahyadi ‏                 | إندونيسيا       | Sapura                              | 5 نقطة          |        |
| 10.             | Afiq Huznie Othman ‏            | إندونيسيا       | Terengganu                          | 5 نقطة          |        |

## وصلات خارجية
- الموقع الرسمي
- طواف إندونيسيا 2018 على موقع إحصائيات الدراجات الإحترافية (الإنجليزية)